# لورا (موشک)
لورا (مخفف انگلیسی: LOng Range Artillery) یک موشک شبه بالستیک کوتاه‌برد است که توسط صنایع هوافضای اسرائیل (IAI) طراحی و ساخته شد.

## طراحی و ساخت
طراحی و ساخت موشک لورا در سال ۲۰۰۲ شروع شد. برد موشک ۴۰۰ کیلومتر (۲۵۰ مایل) است و هنگامی که از تلفیق جی‌پی‌اس و نشانگر تلویزیونی برای هدایت موشک استفاده می‌کند، احتمال خطای مدور آن به ۱۰ متر می‌رسد. این موشک می‌تواند از درون یک کانتینر بار استاندارد از روی کشتی پرتاب شود. نوع هواپرتاب این موشک تحت نام ایر لورا (Air LORA) در ماه ژوئن ۲۰۲۴ رونمایی شد.
در روز ۱۱ ژوئن ۲۰۱۸، متعاقب بازدید رئیس‌جمهور الهام علی‌اف از واحد موشکی نیروی زمینی جمهوری آذربایجان که منزلگاه موشک لورا و راکت‌انداز چندگانه پولونز بود، جمهوری آذربایجان فاش کرد که در تاریخ فاش نشده‌ای سیستم لورا را از اسرائیل خریداری کرده است. در روزهای پایانی جنگ قره‌باغ ۲۰۲۰، جمهوری آذربایجان از موشک لورا برای هدف قرار دادن یک پل حیاتی در گذرگاه لاچین که ارمنستان را به منطقه قره‌باغ کوهستانی مرتبط می‌کرد، استفاده کرد. در ابتدا تصور می‌شد پل منهدم شده است ولی شواهد بعدی حاکی از این بود که تنها آسیب محدودی وارد کرده است.

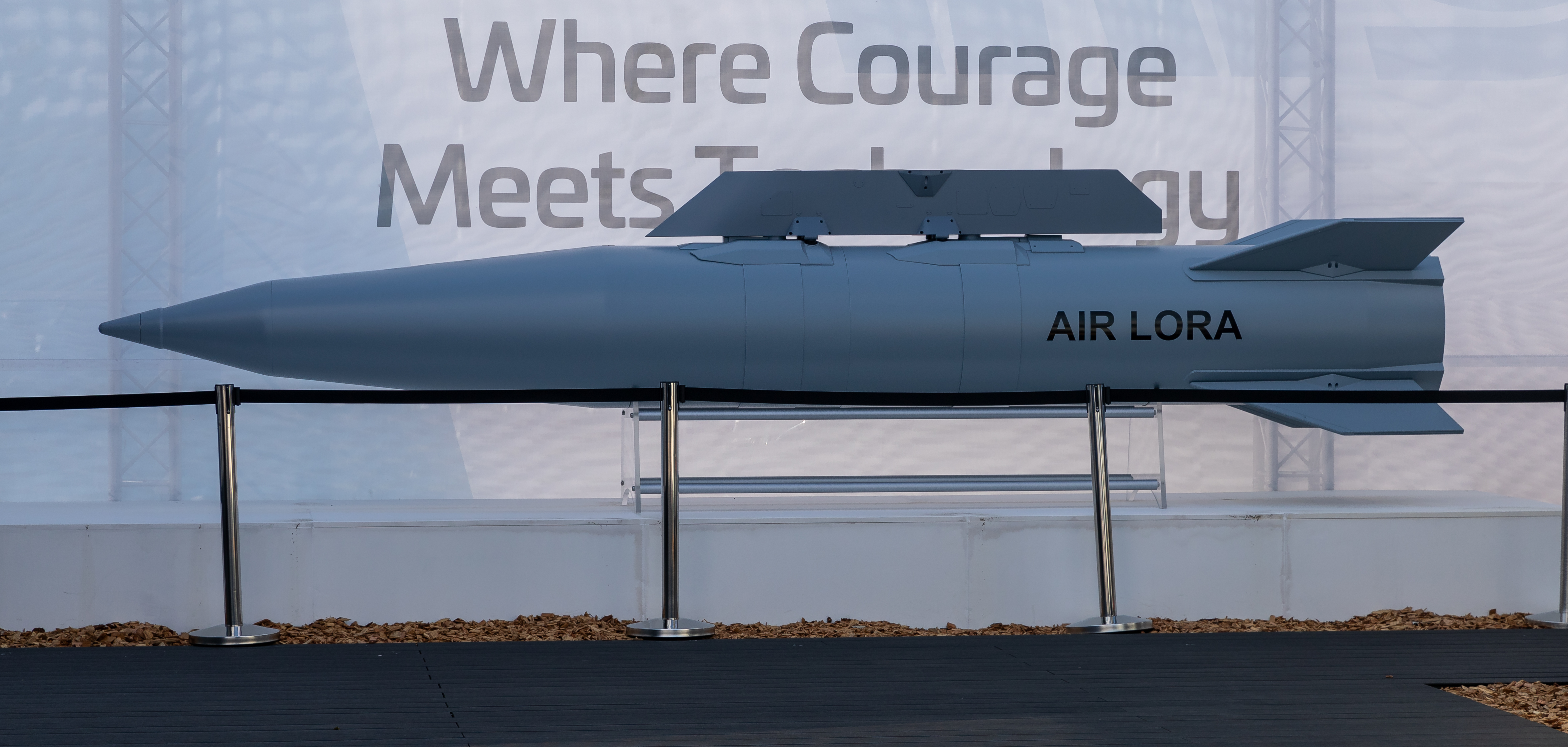
موشک بالستیک هواپرتاب ایر لورا

در ماه ژوئن ۲۰۲۳ هنگام برگزاری نمایشگاه ایرو ایندیا، شرکت بهارات الکترونیکس یک یادداشت تفاهم مبنی بر تولید تحت لیسانس موشک لورا در هند، با صنایع هوافضای اسرائیل (IAI) امضاء کرد.
موشک بالستیک هواپرتاب ایر لورا دارای سیستم‌های هدایت و کنترل پیشرفته‌ شامل هدایت جی‌پی‌اس و سیستم‌های هدایت داخلی است که امکان اصلاح مسیر موشک در طول پرواز را فراهم می‌کنند. این موشک بالستیک دارای توانمندی‌های چند منظوره‌‌ برای انجام ماموریت‌های مختلف از جمله حملات دقیق به اهداف استراتژیک، نابودی زیر ساخت‌های نظامی و حتی ماموریت‌های ضد کشتی است. این موشک توانایی حمل کلاهک‌های مختلف از قبیل کلاهک‌های انفجاری و نفوذی را دارد‌.

## کشورهای استفاده‌کننده
- اسرائیل
- هند
- جمهوری آذربایجان